# Setaphora japonica
Setaphora japonica är en kräftdjursart som beskrevs av Nunomura 1986. Setaphora japonica ingår i släktet Setaphora och familjen Philosciidae. Inga underarter finns listade i Catalogue of Life.